# Hospitalshuset

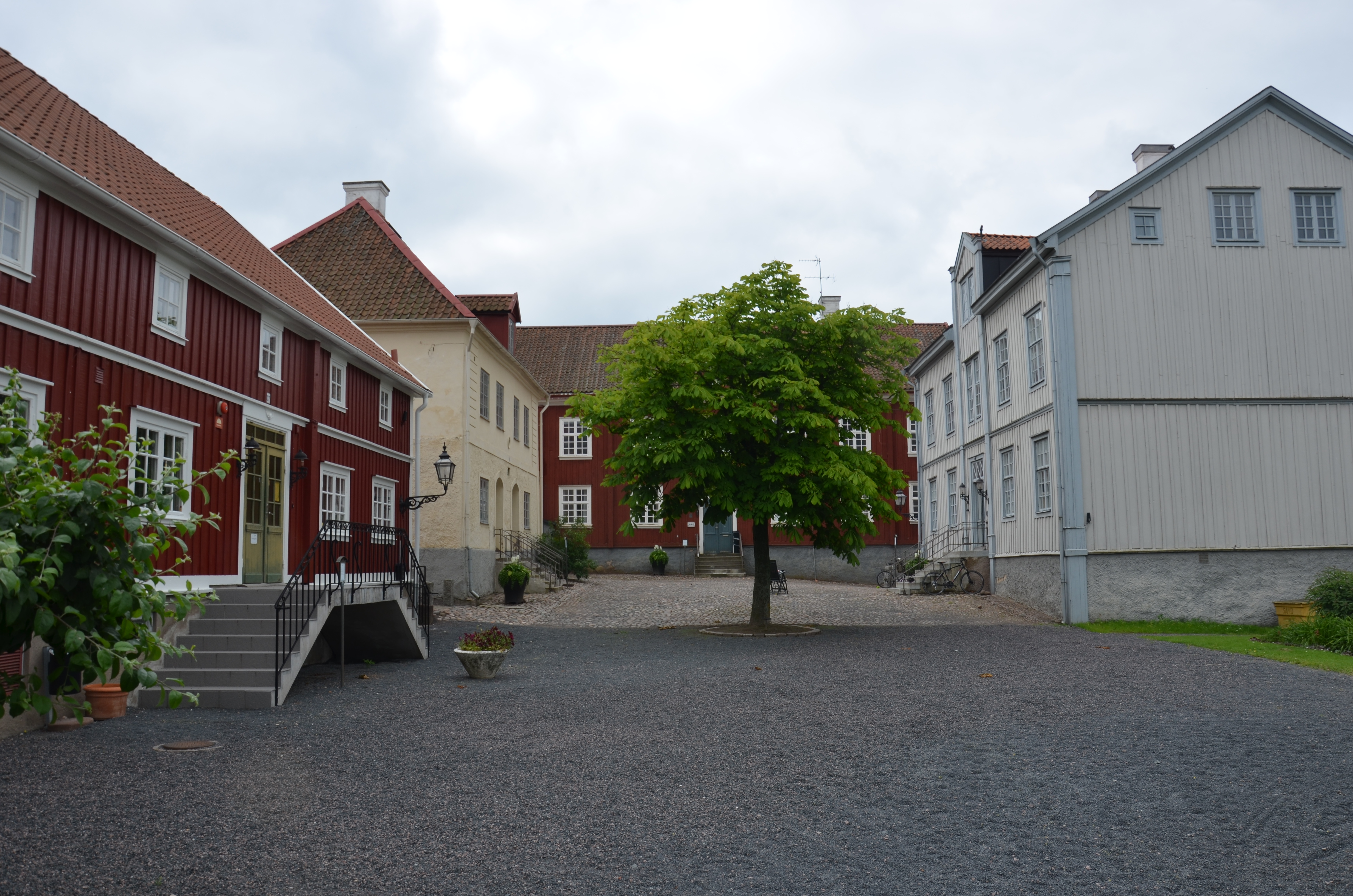
Hospitalsgården med Hospitalshuset i fonden

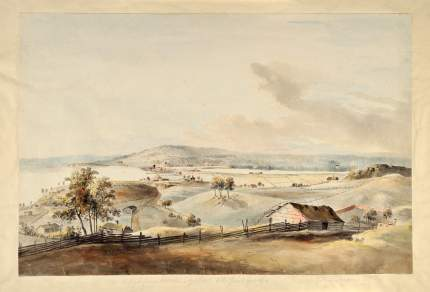
Västra Jönköping, sett från Dunkehalla på 1790-talet. Hospitalsgården ligger något vänster om mitten av bilden. Akvarell av Jonas Carl Linnerhielm.

Hospitalshuset är ett tidigare sjukhus vid Västra Storgatan på Väster i Jönköping. Det ingår i Hospitalsgården.
Hospitalshuset uppfördes 1795 med Olof Tempelman som arkitekt. Det uppfördes ursprungligen som hospital (den tidens beteckning för mentalsjukhus), men användes 1825-1877 som stadens sjukhus för kroppsliga sjukdomar tillsammans med Jönköpings lasarett, som låg tvärs över landsvägen. Det övertogs 1877 av Jönköpings Tändsticksfabrik och är sedan 1970-talet i kommunal ägo.
Bredvid lasarettsbyggnaden inom det gamla sjukhusområdet ligger Sysslomannabostaden, uppförd 1774-1777 och senare lokal för Viktor Rydbergmuseet samt Kurhuset, uppfört 1851-52 för bland andra veneriskt sjuka och numera bostadshus. Vidare finns där en viktualiebod från 1807.